# 前野五郎
前野 五郎（まえの ごろう、弘化2年（1845年） - 明治25年（1892年）4月19日）は、幕末の武士。新選組および靖兵隊の平隊士・伍長・歩兵取締役。明治時代には実業家となった。諱は庸範（つねのり）。別名に平野 五郎（ひらの ごろう）。

## 生涯

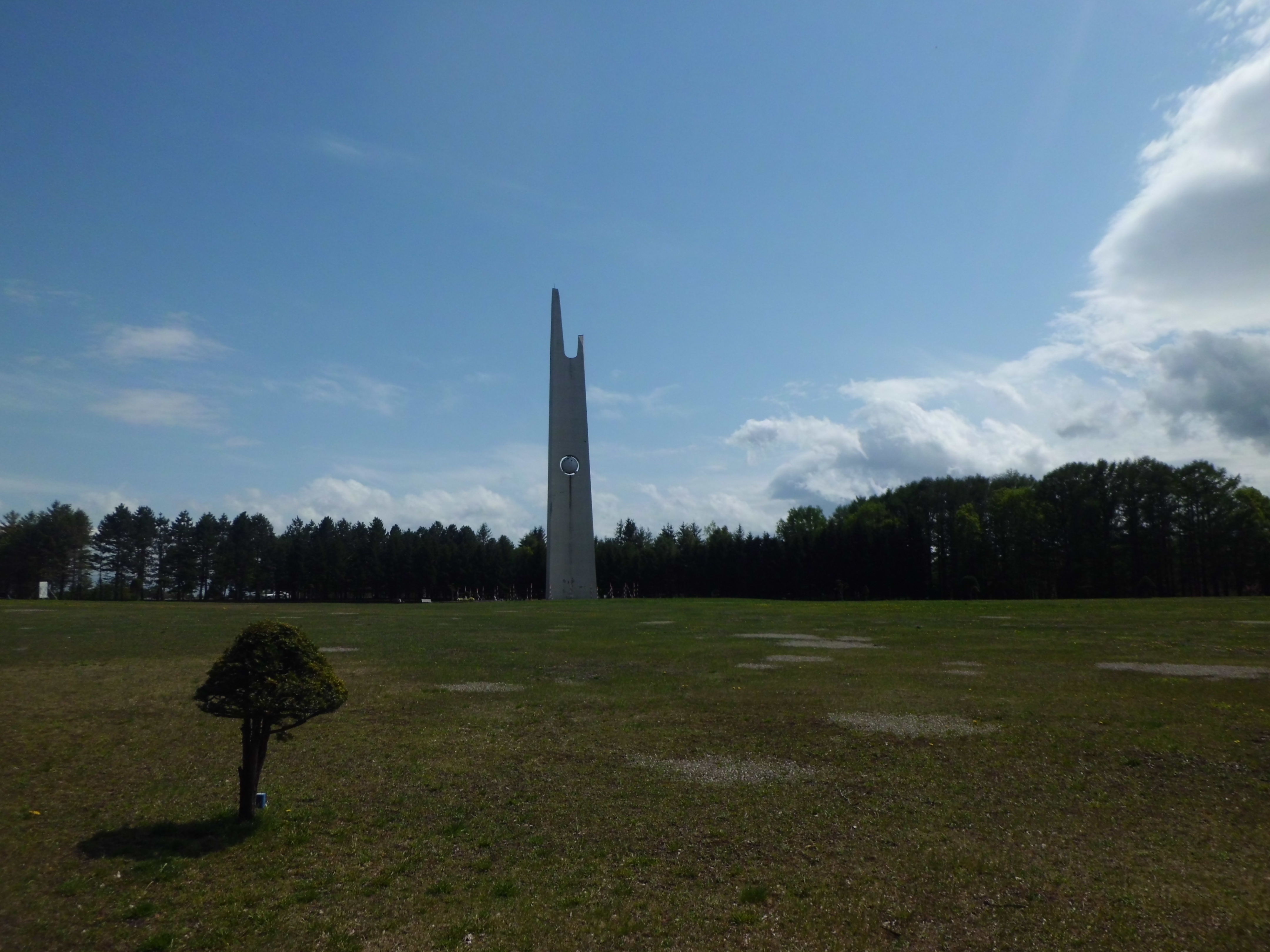
里塚霊園

### 幕末
弘化2年（1845年）、阿波徳島藩の上士である前野自敏（前野健太郎）の次男に生まれる。
慶応2年（1866年）冬頃に京都で入隊し、この時点では平隊士として見廻組並御雇の格を受けていた。慶応3年（1867年）6月に新選組が幕臣に取り立てられた際も同じく平隊士のままであった。9月、新選組による最後の隊士募集の際、土方歳三や井上源三郎に従って江戸に下る。そして新入隊士を率いて11月に京都に戻った。12月7日、天満屋事件の際には斎藤一らと共に紀伊和歌山藩の藩士・三浦休太郎を警護した。
慶応4年（1868年）1月、鳥羽・伏見の戦いで幕府軍は敗北し、新選組は江戸に戻る。五郎はこの際、2月18日に江戸深川で林信太郎ら数人と一緒に遊郭に登楼して3日間飲み続けたという。2月末、新選組が甲陽鎮撫隊と称して甲斐勝沼で官軍と戦うが江戸へ敗走した（甲州勝沼の戦い）。
3月11日、永倉新八や原田左之助が近藤勇や土方歳三らとの確執から袂を分かつと、五郎は林ら7名と共に永倉に従った。この際に永倉・原田・芳賀宜道らにより靖兵隊（靖共隊）が結成され、五郎は伍長、歩兵取締に就任した。8月21日、北関東各地を転戦した永倉や芳賀が下野高原宿で靖兵隊を五郎や林に預けて会津藩に向かったため、五郎らも隊を率いて会津に向かうが、8月30日に会津西街道の大内峠で北上する官軍と戦って敗北。なおも戦闘を続行した林に対し、五郎は薩摩藩にいた知己の加納鷲雄（加納道之助）を頼って官軍に降伏し、薩摩藩付属となった。ただし江戸から脱走したとの記録もある。

### 明治時代
戊辰戦争後の明治2年（1869年）9月、五郎は北海道で開拓付属となり、同じく阿波出身の開拓判官・岡本監輔に付いて樺太に赴任。その後、明治4年2月に持病の再発を理由に辞職した。病気が癒えると札幌薄野に出て建設労働者向けの遊郭を営み、相当な収入を得ていたとされる。明治12年（1879年）、妻・富久（フク）との間に三男が生まれ、尊敬する岡本監輔の幼名をもらい文平と名付けた。
明治24年（1891年）に岡本監輔と再会すると千島列島の開発計画に共鳴。自ら私財を投じ千島共済組合を設立した。翌明治25年（1892年）4月19日、択捉島を探検した帰途、紗那郡磯谷の山中へ狩猟に出かけた際に小橋から転落。その際に手にしていた銃が暴発して即死した。享年48、墓は札幌市豊平区里塚霊園。
永倉新八の遺稿「名前覚」では、五郎は事故死ではなく殺害されたとされているが、誰に殺されたかや永倉がその情報を入手した経緯は不明である。

## 人物
前野五郎は剣術の腕は普通だが、刀剣鑑定の目利きや馬術に関しては相当なもので、刀の鑑定眼は新選組第一だったと記録がある。また、かなりの酒豪であったという。

## 氏族

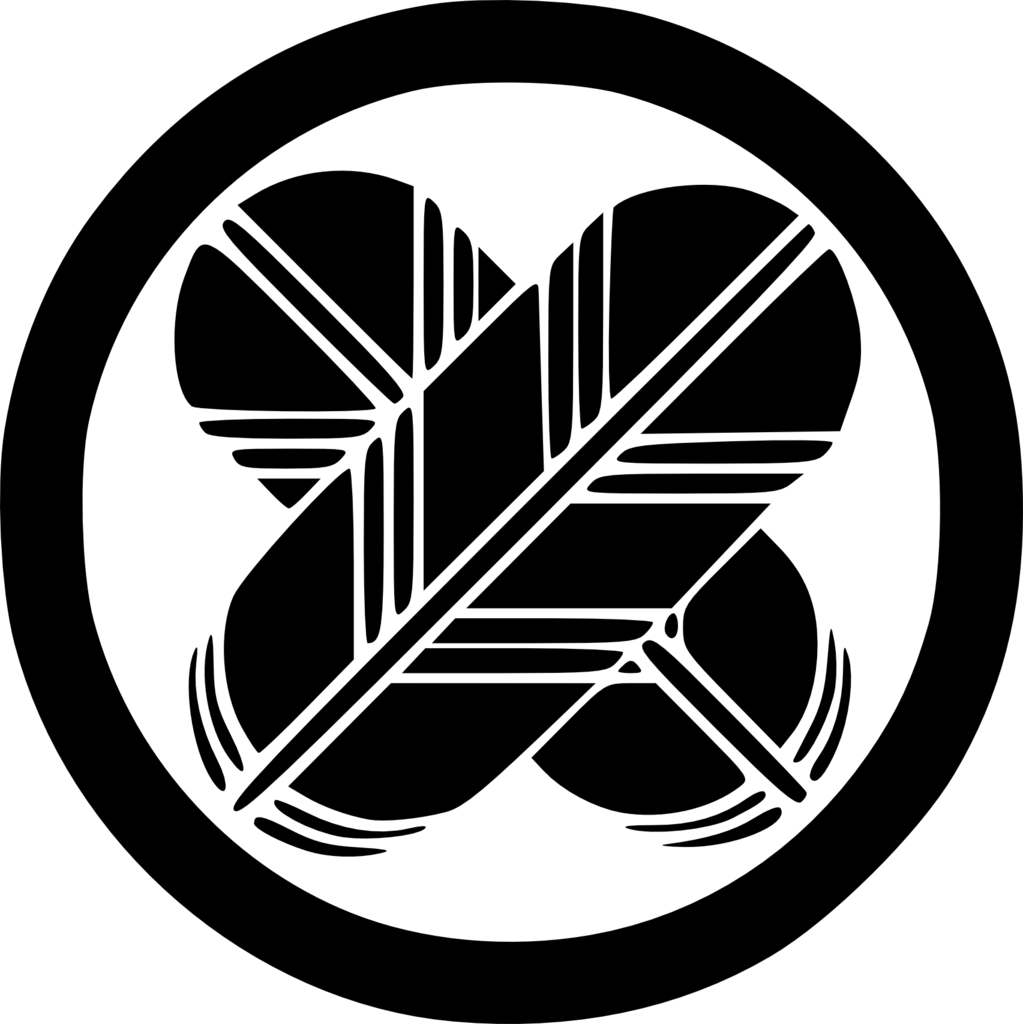
前野五郎が使用した家紋
（丸に違い鷹の羽）

### 本姓は藤原か良岑か
前野五郎の姓については、徳島藩士の系図が書かれた成立書によれば本姓は藤原であるとされている。だが本姓が藤原である前野氏が使用した家紋は「丸に違い鷹の羽」ではなかった。さらに、前野五郎の先祖である前野宗高は良岑氏の末裔で、もしそれが事実であれば、本姓は藤原ではなく良岑となる。

### 前野氏
前野氏（良岑氏流前野氏）は、桓武天皇皇子の良岑安世を始祖とする良岑氏の系統で、良岑高成(原高成)の子である前野高長もしくはその曽孫である前野時綱が尾張国丹羽郡前野村（現在の愛知県江南市前野町〜大口町辺り）に移り住んで前野を名乗ったのが始まりとされている。五郎の先祖とされる前野自性の父・前野宗高は良岑氏流前野氏系坪内氏という前野氏の派生氏族の家族であったが、宗高の祖父は前野宗康で前野家本家の12代目当主であり、紛れも無く前野氏の系統である。